# スティラ
スティラ（stila）は、アメリカ合衆国の化粧品・コスメティックブランドである。
創立者は、ロサンゼルスを拠点としてワールドワイドに活躍するメイクアップアーティストのジャニーヌ・ロベル（夫はTVシリーズ『ER緊急救命室』のマーク・グリーン役で有名なアンソニー・エドワーズ）。
2000年にエスティローダーグループに吸収合併され、以後エスティローダーグループが販売を行っていたが、2006年サン・キャピタル・パートナーズに売却。更に2009年に大富豪リン・ティルトンの投資ファンド会社に売却され、これを機に日本などから撤退した。

## 特徴
エコロジーを意識して、パッケージにリサイクル可能な紙製やアルミ製のマテリアルを使用したり、中身にも天然の植物性原材料が豊富に使われている。